# Cichol Gricenchos
Na mitologia irlandesa , Cíocal Gricenchos ou Cichol foi o mais antigo líder dos Fomorianos. Seu cognome, Gricenchos ou Grigenchosach , é obscuro. Macalister traduziu como "perna de badalo" ; Comyn como "de pés murchos"  e O'Donovan não traduziu  .
De acordo com o Lebor Gabála Érenn , Cichol  chegou na Irlanda, com 200 homens e 600 mulheres, que subsistiram da pesca e da caça de aves por 200 anos até a chegada do Partholón, 311 anos após o Dilúvio, trazendo com seus homens a pecuária, o arado, a técnica de construção de casas e da fabricação de cerveja para a Irlanda. Dez anos após sua chegada Cichol e os Fomorianos atacaram Partholón na Batalha de Mag Itha e foram derrotados . 
Os Anais dos Quatro Mestres datam a batalha em 2670 a.C., e diz que 800 Fomorianos tomaram parte dela, todos os quais foram mortos . 
De acordo como o historiador irlandês do Século XVII Seathrún Céitinn (também conhecido pelo nome inglês Geoffrey Keating), o deus da guerra celta Cicolluis é etimologicamente identificado e também associado a Cichol 